# Faro de Punta s'Arenella
El faro de Punta s'Arenella es un faro situado en Puerto de la Selva, en el Alto Ampurdán, en la Costa Brava, provincia de Gerona, Cataluña, España. Está clasificado como Bien de Interés Cultural. Está gestionado por la autoridad portuaria del Puerto de Barcelona.
Fue inaugurado el 16 de noviembre de 1913.